# Vadzim Jurjevics Zajcav
Vadzim Jurjevics Zajcav (belarusz nyelven: Вадзім Юр'евіч Зайцаў; Zsitomiri terület, Ukrán SZSZK, 1964.) vezérőrnagy, orosz nemzetiségű belarusz határőr- és titkosszolgálati tiszt, 2008. július 15-től 2012. november 9-ig a belarusz Állambiztonsági Bizottság (KDB) vezetője volt.
Ukrajna Zsitomiri területén, hivatásos katonatiszti családban született. 1986-ban végezte el a KGB Határőr Parancsnoki Akadéniáját Moszkvában. Ezt követően a szovjet határőrség alakulatainál szolgált. A Szovjetunió felbomlása után a belarusz határőrség munkatársa lett. Később a belarusz Határőrcsapatok Állami Bizottságának (DKPV) vezérkarában szolgált, ahol különféle vezetői posztokat látott el. 1995-ben fejezte be az Oroszországi Föderáció Határőr Akadémiáján, majd 2004-ben az Orosz Fegyveres Erők Vezérkarának Akadémiáján folytatott tanulmányait. 2005 júliusától a DKPV főcsoportfőnökség vezető és a főparancsnok helyettese, majd 2007 áprilisától vezérkari főnök és a főparancsnok első helyettese volt.
2007. szeptember 29-én Aljakszandr Rihoravics Lukasenka elnök a belarusz titkosszolgálat, az Állambiztonsági Bizottság első elnökhelyettesévé, majd 2008. július 15-én annak elnökévé nevezte ki, ezen a poszton Jurij Zsadobint váltotta. A KDB elnökeként a Belarusz Nemzetbiztonsági Tanácsnak is tagja lett. 2009. július 2-án vezérőrnaggyá léptették elő.
Vadzim Zajcav volt a belarusz rezsim egyik legfőbb elnyomó szervezetének a vezetője a 2010-es fehéroroszországi elnökválasztást követő tiltakozások idején, amikor számos ellenzéki tüntetőt vettek őrizetbe és kínoztak meg. Zajcav KDB- elnöksége idején kezdődött el a belarusz ellenzékiek módszeres zaklatása, tőle származik az ellenzékiek kínzására és bántalmazására vonatkozó parancs. Zajcav személyesen fenyegette meg életveszélyesen az elnökválasztáson Lukasenka kihívójaként indult Andrej Szannyikavot és családját. Az ebben viselt személyes felelőssége miatt az Európai Unió 2012-ben Zajcavet szankciós listára tette.
2012. november 9-én egy magasrangú KDB-tisz öngyilkossága miatt felmentették beosztásából. 2013-ban Zajcav az orosz–fehérorosz KOSZMOSZ TV nevű kábeltévés cég vezérigazgatója lett.
2021 januárjában az EUobserver nyilvánosságra hozott egy hangfelvételt, amely 2012-ben készült Zajcav és több belarusz KDB-tiszt megbeszéléséről, ahol több külföldre száműzött  ellenzéki személy – Aleh Alkajev, Vladzimir Baradacs és Pavel Saramet – meggyilkolását tárgyalták meg. Pavel Sarametet végül 2016. júliusában 20-án a hangfelvételen tárgyalt módon gyilkolták meg Kijevben.